# Emilia Ciosu
Emilia Elena Ciosu (Boekarest, 7 februari 1971) is een Roemeens-Amerikaans tafeltennisspeelster. Ze won in 1993 de Europese Top-12 en werd met de nationale vrouwenploeg in Stuttgart 1992 Europees kampioen in het landentoernooi. De geboren Roemeense vertegenwoordigt sinds 1998 de Verenigde Staten.

## Sportieve loopbaan
Ciosu debuteerde in het internationale (senioren)circuit op het EK van 1990, waarin ze meteen de laatste zestien haalde in het enkelspeltoernooi. Op haar tweede (van drie in totaal) EK deed ze alleen mee als lid van de Roemeense vrouwenploeg, maar dat toernooi leverde haar wel haar enige Europese titel op.
Individueel succes had Ciosu wel bij haar deelnames aan de Europese Top-12, waarvoor ze zich van 1993 tot en met 1996 elk jaar plaatste. Ze won op haar eerste toernooi meteen goud door in de finale de Duitse Olga Nemes te verslaan. Twee jaar later bereikte de Roemeense opnieuw de finale, maar moest ditmaal tegen haar landgenote Otilia Bădescu genoegen nemen met zilver.
Ciosu vertegenwoordigde haar geboorteland op vier wereldkampioenschappen en de Olympische Spelen van zowel 1992 als 1996. Op deze evenementen kon ze nooit echt potten breken. Op het Olympische toernooi van '92 kwam ze tot in de kwartfinale van het enkelspel. Vier jaar later overleefde ze de eerste ronde niet, evenmin als bij haar beide deelnames aan de dubbelspeltoernooien.

Op de wereldkampioenschappen waren plaatsen bij de laatste 32 in het enkelspel (in Tianjin 1995 en in Manchester 1997) haar beste prestaties. In het dubbelspel kwam ze één keer tot de kwartfinale (1997), in het gemengd dubbel één keer tot de laatste zestien (Göteborg 1993). Wel won Ciosu een zilveren medaille met de nationale ploeg op de WTC-World Team Cup in 1995.
Ciosu kwam van 1996 tot en met 1998 uit op de ITTF Pro Tour, waarop twee kwartfinales in de Amerikaanse Opens van 1996 en 1998 haar beste enkelspelprestaties vormden. In het dubbelspel kwam ze een keer tot de halve finale, op het Joegoslavië Open van 1997. De Roemeense vertegenwoordigde in haar eerste twee jaar op de Pro Tour haar geboorteland. In het laatste kwam ze uit namens de Verenigde Staten.